# Estadio Pars Shiraz
El Estadio Pars Shiraz (en persa ورزشگاه پارس) es un estadio ubicado en la ciudad de Shiraz, Irán. Fue inaugurado en 2017 y posee una capacidad para 50.000 personas. Es utilizado por el Fajr Sepasi FC de la Liga Profesional de Irán.
Los planes de construcción comenzaron en 1995 y la primera piedra del proyecto fue puesta en 1997. Inicialmente, se consideró un presupuesto de 60 mil millones de riales iraníes para la construcción del estadio, pero debido a la falta de equipo de construcción, el proyecto avanzó lentamente, luego de que las obras fuesen detenidas varias veces. Con la llegada al poder de Hasán Rohaní, el gobierno asignó un presupuesto de 540 mil millones de riales, la construcción del estadio se aceleró y el Pars Stadium fue inaugurado el 20 de abril de 2017 por Massoud Soltanifar, Ministro de Deportes y Juventud de Irán. Este estadio es el cuarto estadio más grande del país.

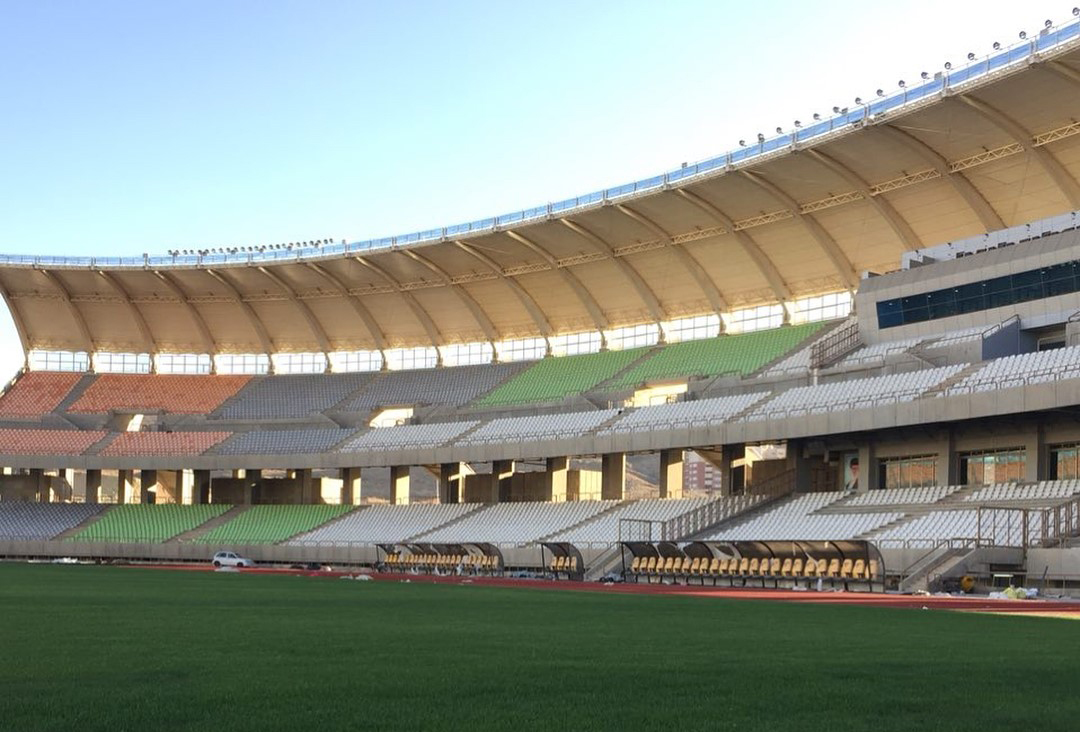